# Juan de Dios Vial del Río
Juan de Dios Vial del Río (Concepción, 1 de enero de 1779 – Santiago, 1850) fue un abogado y político chileno que adhirió a la revolución de la Independencia en 1810.
Hijo de Manuel José de Vial Santelices y de Micaela del Río y Arcaya. Fue, por tanto, primo hermano del Presidente José Joaquín Prieto Vial y del Ministro Manuel Camilo Vial, y tío del Presidente Manuel Bulnes Prieto.
Contrajo matrimonio en 1812 con María Jesús Guzmán Ortúzar, hija de Pedro Nolasco de Guzmán y Quezada y de Clara Ortúzar Ibáñez, siendo padre de siete hijos.

## Vida pública
Fue diputado en 1811, en el Primer Congreso Nacional.
El gobernador Francisco Casimiro Marcó del Pont lo hizo encarcelar por patriota durante el periodo de la Reconquista.
A la caída de Bernardo O'Higgins (1823) fue nombrado miembro del Consejo de Estado. Salió elegido Diputado por Cauquenes (1823) y Secretario del Senado (1823). El director supremo Ramón Freire lo nombró Ministro del Interior y de Relaciones Exteriores (18 de julio de 1825 y 6 de septiembre de 1825).
Fue nombrado Director Supremo delegado (26 de agosto de 1825) y Ministro de Guerra (26 de agosto de 1825); Presidente de la Asamblea Provincial de Santiago (1827); Senador por Rancagua (1828-1829); Presidente del Senado (1828) y por Quillota (1831-1834); Vicepresidente de la Sala de Sesiones del Senado (1833); Senador (1834-1850) y Presidente de la Cámara de Senadores (1846).
Fue Presidente de la Corte Suprema entre 1825 y 1850, año de su muerte.
| Precedido por: José María de Rozas Lima y Melo | Presidente del Senado 11 de marzo de 1824 - 11 de marzo de 1825 | Sucedido por: Agustín Eyzaguirre Arechavala |
| Precedido por: José Miguel del Solar Marín     | Presidente del Senado 2 de junio de 1846 - 22 de abril de 1846  | Sucedido por: Francisco Antonio Pinto Díaz  |